# Zaburzenia rytmu snu i wstawania
Zaburzenia rytmu snu i wstawania – zaburzenie snu objawiające się brakiem synchronizacji między własnym rytmem snu i wstawania a wymaganiami środowiskowymi, co prowadzi do występowania hipersomnii w momencie kiedy osoba powinna czuwać i bezsenności w momencie kiedy powinna spać.
Przyczynami zaburzenia są zmiany wewnętrznego zegara biologicznego jak również warunki środowiskowe takie jak zmiany stref czasowych czy praca zmianowa.
Do zaburzeń rytmu snu i wstawania zalicza się nieregularny rytm snu i wstawania, zespół nagłej zmiany strefy czasowej oraz zespół opóźnionej fazy sennej.